# БТР-80УМ
БТР-80УМ "Рогань" — украинская модернизация советского бронетранспортёра БТР-80, разработанная заводом имени Малышева по заказу Национальной гвардии Украины.

## История
Первый демонстрационный образец БТР-80УМ был представлен 15 сентября 1998 года на полковых тактических учениях в районе Чугуева Харьковской области. В октябре 1998 года, после завершения полигонных испытаний, партия БТР-80УМ заказана для Национальной гвардии Украины.
В сентябре 1999 года Кабинет министров Украины утвердил порядок финансирования работ по модернизации бронетранспортёров БТР-60, БТР-70 и БТР-80 для Национальной гвардии Украины (предполагалось, что необходимые денежные средства будут получены за счёт продажи избыточной техники Национальной гвардии Украины на внешнем рынке через компанию "Укрспецэкспорт").

## Описание
В ходе модернизации на БТР-80 установлены новый дизельный двигатель производства токмакского завода «Юждизельмаш» мощностью 300 лошадиных сил и новая башня с пулемётно-пушечным вооружением (23-мм автоматическая пушка и 7,62-мм пулемёт).

## Страны-эксплуатанты
- Украина — к весне 2000 года Национальной гвардии Украины были переданы несколько БТР-80УМ[4].